# 小城パーキングエリア
小城パーキングエリア（おぎパーキングエリア）は、佐賀県小城市小城町松尾の長崎自動車道上にあるパーキングエリアである。スマートインターチェンジを併設する。
バス停留所（小城バスストップ）が併設されているが、現在は使用されていない。

## 道路
- E34 長崎自動車道（3-1番）

## 歴史
- 2006年7月25日 - 下り線に災害対応型自動販売機を設置。
- 2006年8月4日 - 上り線に災害対応型自動販売機を設置。
- 2018年3月31日 - スマートICが供用開始。

## 施設

### 上り線（鳥栖方面）
- 駐車場
  - 大型 11台
  - 小型 19台
  - 二輪 4台
- トイレ
  - 男性 大2（和式1・洋式1）・小5
  - 女性 5（和式1・洋式4）
  - 車椅子用 1
- 自動販売機（災害対応型自動販売機）
- バス停留所

### 下り線（長崎方面）
- 駐車場
  - 大型 12台
  - 小型 18台
  - 二輪 4台
- トイレ
  - 男性 大2（和式1・洋式1）・小5
  - 女性 5（和式1・洋式4）
  - 車椅子用 1
- 自動販売機（災害対応型自動販売機）
- バス停留所

### 小城スマートインターチェンジ

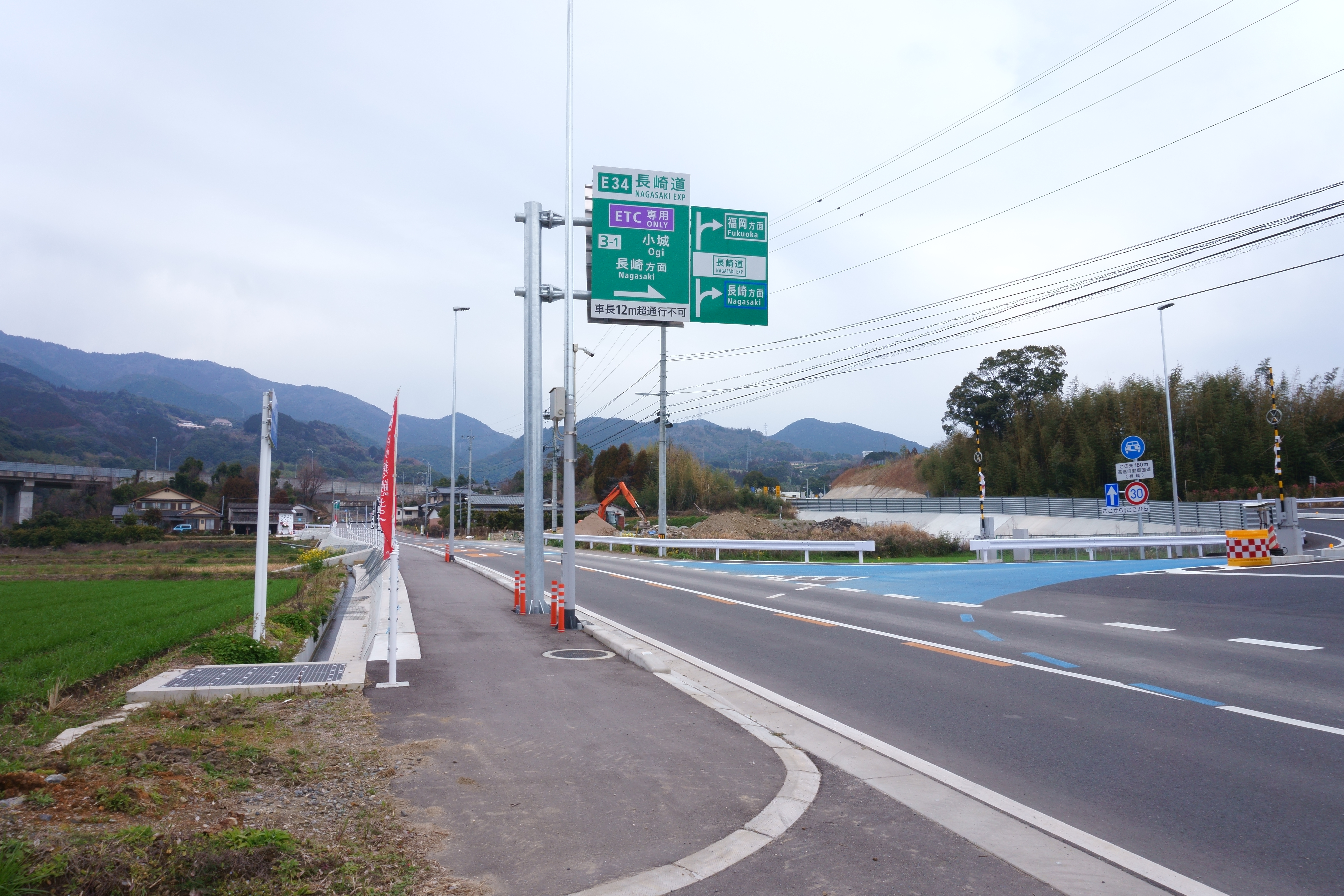
県道と下り線出入ランプの交差点

小城スマートインターチェンジ（おぎスマートインターチェンジ）は、小城パーキングエリアに併設のスマートICである。主要地方道小城富士線と接続する。
2018年（平成30年）3月31日供用開始。利用可能車種はETC搭載の全車種（長さ12m以下の車両）で24時間運用。上下線ともに出入可となっている。誤進入が頻発しており、2019年4月10日に総務省がネクスコ西日本に改善を求めた。

## 隣
E34 長崎自動車道
(4)多久IC - (3-1)小城PA/SIC/BS - (3)佐賀大和IC